# Portalul de Date Deschise al UE
Portalul de date deschise al UE vă oferă acces la datele publice publicate de instituțiile, agențiile și organismele UE. Puteți utiliza și reutiliza informațiile furnizate în scopuri comerciale sau necomerciale. 
Portalul este un instrument esențial al strategiei UE pentru date deschise. Sperăm ca accesul gratuit și facil la date să încurajeze utilizarea lor inovatoare și să le valorifice mai bine potențialul economic. În același timp, dorim ca instituțiile și organismele UE să devină astfel mai transparente și mai responsabile față de public. 

## Temeiul juridic. Lansarea Portalului
Lansat în decembrie 2012, Portalul a fost înființat oficial prin Decizia Comisiei 2011/833/UE din 12 decembrie 2011 privind reutilizarea documentelor Comisiei. Obiectivul: promovarea accesibilității și a reutilizării datelor. 
În baza acestei decizii, toate instituțiile UE sunt invitate să publice informații precum datele deschise, punându-le la dispoziția publicului ori de câte ori este posibil. 
Gestionarea operațională a Portalului se realizează de către Oficiul pentru Publicații al Uniunii Europene. Responsabilitatea punerii în aplicare a politicii UE privind datele deschise îi revine, însă, Direcției Generale Rețele de Comunicare, Conținut și Tehnologie (DG CONNECT) din cadrul Comisiei Europene.

## Caracteristici
Portalul vă permite să căutați, să consultați, să descărcați, să interconectați și să reutilizați cu ușurință datele, în scopuri comerciale sau necomerciale, prin intermediul unui catalog de metadate. De asemenea, îl puteți utiliza pentru a accesa date publicate pe site-urile instituțiilor, agențiilor și organismelor UE.
Tehnologiile semantice oferă noi funcționalități. Catalogul de metadate poate fi explorat cu ajutorul unui motor interactiv de căutare (tabul Date) și al interogărilor SPARQL (tabul Date interconectate). 
Puteți oricând să ne comunicați ce date ați dori să apară pe Portal sau ce părere aveți despre calitatea datelor oferite.

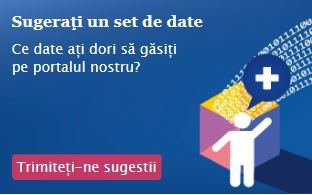
Puteți sugera cu ușurință date care ar trebui să existe pe Portal

Interfața este disponibilă în 24 de limbi oficiale ale UE, dar majoritatea metadatelor sunt în doar câteva limbi (engleză, franceză și germană). Există totuși unele metadate (ex. numele furnizorilor de date și acoperirea geografică) care sunt disponibile în 24 de limbi.

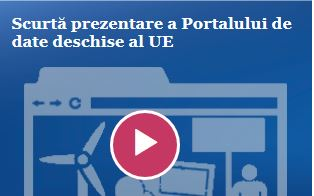
Portalul de date deschise al UE în 60 de secunde

## Condiții de utilizare
Majoritatea datelor accesibile prin intermediul Portalului de date deschise al UE fac obiectul avizului juridic de pe portalul Europa. În general, datele pot fi folosite gratuit în scopuri comerciale și necomerciale, cu condiția menționării sursei. Anumite condiții mai stricte privind reutilizarea (legate în special de protejarea confidențialității datelor și a proprietății intelectuale) sunt aplicabile doar unui mic procent din date. Fiecare set de date este însoțit de un link către condițiile de utilizare care i se aplică.

## Date disponibile

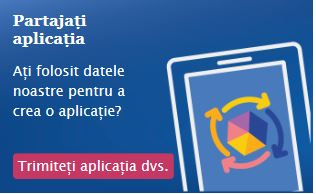
Un plus de vizibilitate! Aplicațiile create plecând de la datele deschise ale instituțiilor UE pot fi publicate pe Portalul de date deschise al UE.

Datele deschise de pe Portal acoperă domenii de acțiune foarte diverse – de la economie, ocuparea forței de muncă, știință și mediu până la educație. Importanța acestora a fost confirmată de Carta G8 pentru date deschise. 
Până în prezent, circa 70 de instituții, agenții și organisme ale UE sau departamente ale acestora (ex. Eurostat, Agenția Europeană de Mediu, Centrul Comun de Cercetare și alte direcții generale și agenții ale UE) au pus la dispoziție, în total, peste 11 700 de seturi de date.
Portalul mai include o galerie de aplicații și un catalog cu opțiuni de vizualizare (lansat în martie 2018). 
Galeria conține aplicații care utilizează date UE, dezvoltate fie de instituții, agenții și organisme ale UE, fie de părți terțe. Aplicațiile sunt prezentate atât pentru valoarea lor informațională, cât și ca exemple de utilizări ale datelor. 

Catalogul cu opțiuni de vizualizare vă oferă instrumente de vizualizare, module de formare și opțiuni reutilizabile de vizualizare pentru toate categoriile de utilizatori, de la începători până la experți.

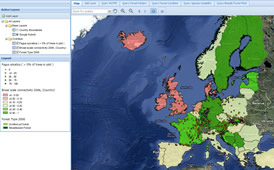
Map viewer-ul EFDAC este o aplicație web cartografică și personalizată, care îi permite utilizatorului să vizualizeze, să navigheze și să consulte hărți și alte seturi de date geografice disponibile în EFDAC. Aplicația este produsă de Centrul Comun de Cercetare

## Arhitectura Portalului
Portalul a fost creat pornind de la soluții cu sursă deschisă precum sistemul Drupal de management al conținutului și software-ul CKAN de catalogare a datelor, dezvoltat de Open Knowledge Foundation. Folosește Virtuoso ca bază de date RDF și are un punct terminal SPARQL.
Catalogul de metadate aplică standarde internaționale precum Dublin Core, vocabularul pentru cataloage de date DCAT-AP și Schema de metadate de descriere a resurselor (Asset Description Metadata Schema, ADMS).